# Accords d'armistice israélo-arabes de 1949
Les accords d'armistice israélo-arabes de 1949 ont été signés entre Israël et ses pays voisins — l'Égypte, le Liban, la Jordanie et la Syrie — entre le 24 février 1949 et le 20 juillet 1949. Ces accords mettent un terme à la guerre israélo-arabe de 1948-1949 et établissent les lignes d'armistice provisoires, valables jusqu'à la guerre des Six Jours (5 au 11 juin 1967).

## Accord entre Israël et l’Égypte

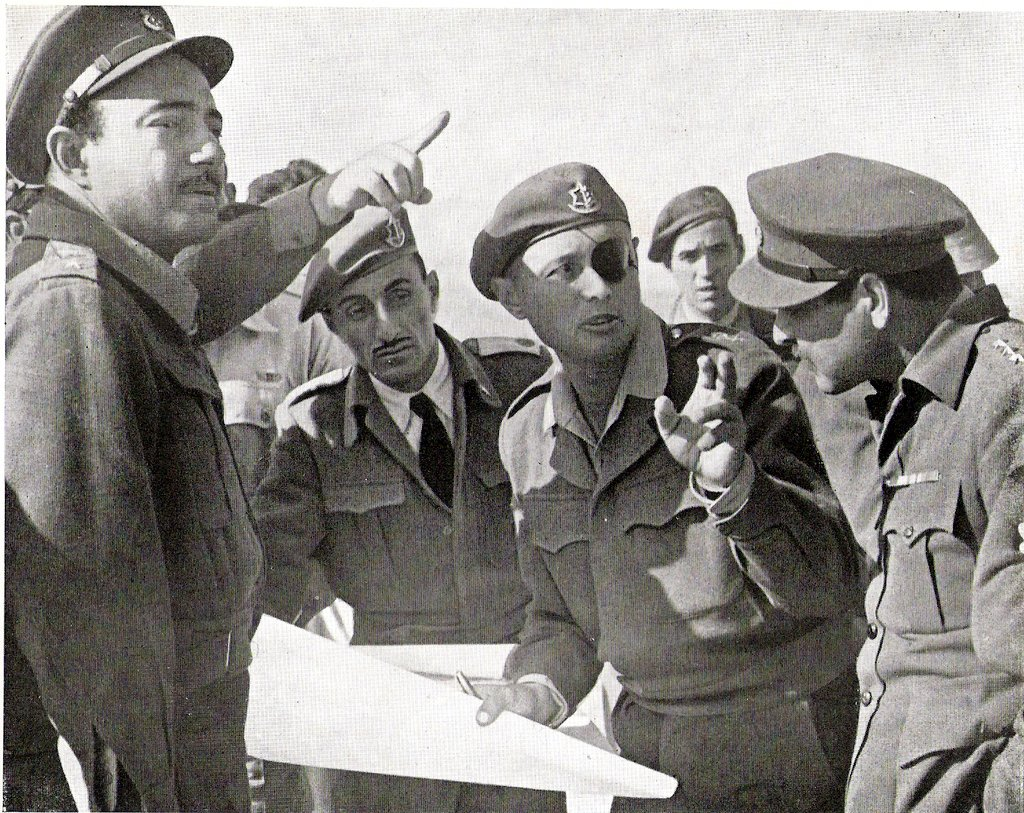
La commission pour l'armistice israélo-égyptien déterminant le tracé de la frontière

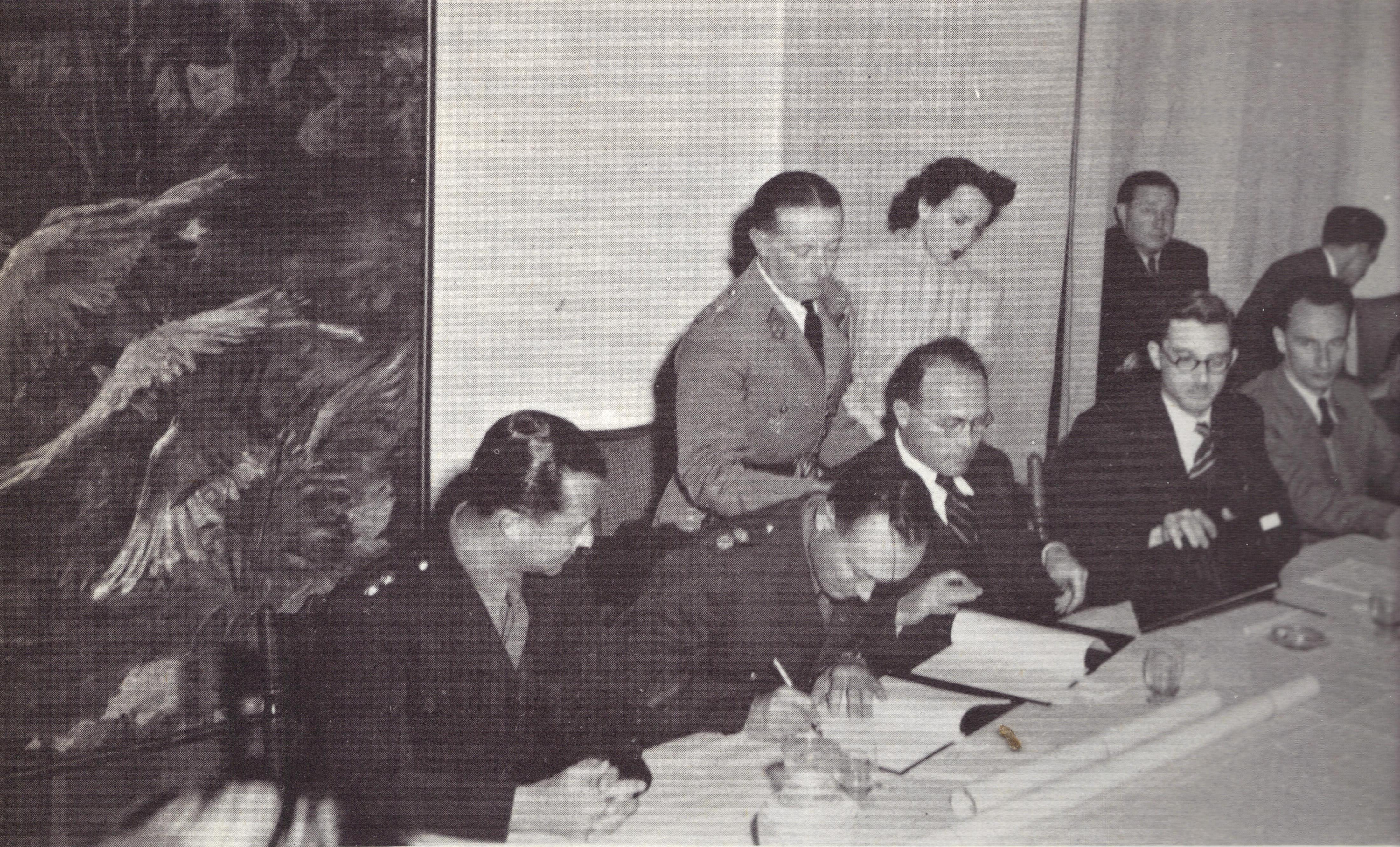
Moshe Dayan signant l'accord d'armistice entre Israël et l'Égypte le 24 février 1949

Le 6 janvier 1949, Ralph Bunche , qui a succédé en tant représentant spécial de l'O.N.U. au comte Folke Bernadotte, assassiné le 17 septembre 1948 à Jérusalem  avec le colonel français Sérot, chef des observateurs militaires de l'O.N.U., par des terroristes juifs du groupement d'extrême droite Lehi, annonce que l’Égypte a finalement consenti à entamer le dialogue avec Israël.  
Les pourparlers débutent le 12 janvier 1949 sur l'île grecque de Rhodes et, peu après leur commencement, Israël accepte de libérer une brigade égyptienne assiégée à Faluja (en). À la fin du mois, les discussions pataugent. Israël demande à l’Égypte de retirer la totalité de ses forces de l'ancienne région de Palestine, mais l’Égypte insiste pour que les forces arabes ne se retirent que jusqu'aux positions qu'elles occupaient le 14 octobre 1948, en accord avec la résolution S/1070 en date du 4 novembre 1948 du conseil de sécurité des Nations unies, et que les forces armées israéliennes abandonnent leurs positions au nord de la route Majdal-Hébron. 
Les négociations sont dans l'impasse le 12 février 1949 avec le meurtre d' Hassan el-Banna, fondateur et chef des Frères musulmans. Israël menace d'abandonner les discussions, à la suite de quoi les États-Unis appellent les parties à se mettre d'accord.
L'accord d'armistice est signé le 24 février 1949 et fixe :
- la frontière israélo-égyptienne, suivant la frontière internationalement reconnue qui datait pour une large part de 1906 (entre le royaume d'Égypte et le gouvernement ottoman, gérant alors la Palestine) à l’exception de la zone à proximité de la mer Méditerranée où l’Égypte garde le contrôle d’une bande de terre connue depuis sous le nom de bande de Gaza ;
- la libération de troupes égyptiennes et de leurs armes encerclées par les Israéliens à Faluja ;
- une zone démilitarisée, de part et d’autre de la frontière.

## Accord entre Israël et le Liban
Cet accord est signé le 23 mars 1949 et fixe :
- la frontière israélo-libanaise, sur la base des accords franco-anglais de 1923 (dits accords Paulet-Newcomb), suivant l'ancienne frontière internationalement reconnue, soit la frontière Sud du Liban, sous autorité française dès la fin 1918 et dont le mandat de gestion a été confié en 1922 à la France par la Société des Nations ;
- le retrait de l'armée israélienne de 13 villages du territoire libanais, occupés au cours du conflit.

## Accord entre Israël et la Jordanie

Officier israélien regardant l'évacuation des troupes irakiennes du village palestinien d' le 27 février 1949.

Cet accord est signé le 3 avril 1949 et fixe :
- le maintien des forces jordaniennes sur les positions conquises pendant le conflit sur toute la Cisjordanie et en particulier Jérusalem-Est , comprenant la vieille ville ;
- l'échange des positions tenues par les forces jordaniennes dans la plaine de Sharon contre des positions de Cisjordanie tenues par les forces irakiennes ;
- des facilités de circulation entre Jérusalem Ouest et le campus de l'Université hébraïque de Jérusalem sur le Mont Scopus situé à Jérusalem-Est ;
- un libre accès aux lieux saints juifs et non juifs à Jérusalem devait avoir lieu et être " arrangé "  par un comité spécial qui devait se créer entre Israéliens et jordaniens. Mais ce comité spécial ne fut jamais créé et l'accès aux lieux saints juifs situés à Jérusalem-Est fut interdit par les autorités transjordaniennes en 1949/1950 puis par celles du royaume hachémite de Jordanie, de 1950 à juin 1967, au moment où les forces armées israéliennes ont conquis Jérusalem-Est.

## Accord entre Israël et la Syrie
Cet accord est signé le 20 juillet 1949 et établit le retrait des forces syriennes de la plupart des territoires conquis à l'Ouest de la frontière internationale. Ces territoires sont démilitarisés.

## Situation entre Israël et l'Irak
Aucun accord n'est signé mais la situation du front ouvert par les Irakiens est couverte par l'accord d'armistice israélo-jordanien du 3 avril 1949. Les forces irakiennes se retirent en mars 1949 et laissent leurs positions en Cisjordanie aux forces du royaume de Jordanie.

## Résultats de l’armistice

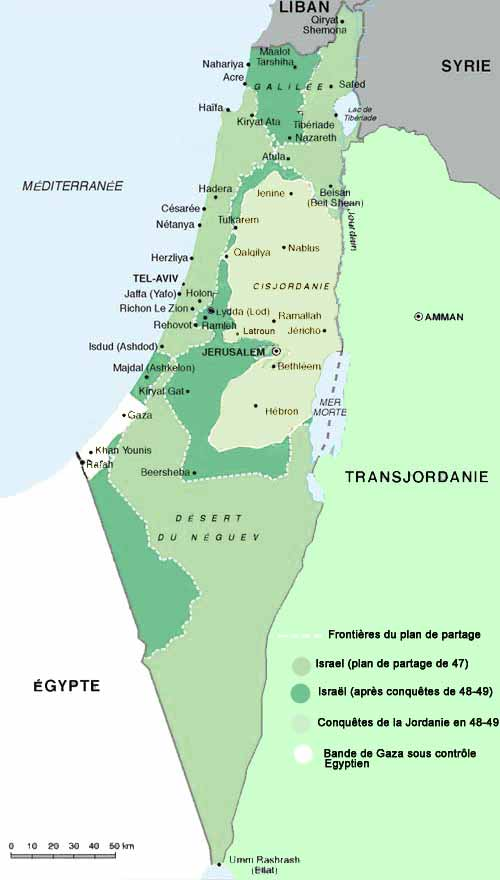
Carte d'Israël 1947-1949

Le plan de partage prévu par la résolution n°181 du 29 novembre 1947 avait prévu un État juif dont la superficie était égale à 55 % du territoire de la Palestine britannique (pour environ 650 000 habitants), un État arabe palestinien pour environ 45 % (pour une population de plus d'un million d'habitants) et une zone internationale pour Jérusalem et Bethléem (environ 80 000 habitants pour Jérusalem et moins de 10 000 pour Bethléem). 
Les accords signés en 1949 laissent 78 % de l'ancien territoire de la Palestine mandataire britannique aux Israéliens, soit un gain de plus de  22 % par rapport aux prévisions de partition décidées par l'O.N.U. le 29 novembre 1947.
Le reste de l'ancienne Palestine mandataire, sous régime britannique, est occupé respectivement par l'Égypte, pour la Bande de Gaza et par la Transjordanie, pour la Cisjordanie et Jérusalem-Est.
Ces accords d'armistice ne devaient rester que temporaires avant des négociations de traité de paix qui ne furent pas signés dans les années suivantes. À l'exception des accords israélo-libanais, les autres accords établissaient clairement (à la demande insistante des pays arabes) que les frontières fixées ne constituaient pas des frontières permanentes ou de jure. C'est dans ce sens que des précautions ont été mentionnées dans les accords signés pour que les lignes établies ne soient pas considérées autrement qu'à des fins militaires,. 
Moshé Sharett, Ministre des affaires étrangères du gouvernement provisoire israélien mis en place en lieu et place du Yischouv, en juin 1948 et futur Premier ministre israélien de 1953 à 1955, considéra ces lignes d'armistices de 1949 comme « provisoires » lors d'une allocution devant le Parlement israélien (Knesset) et précisa que ces lignes, à l'exception de la ligne verte en Cisjordanie, s'appuyaient sur des frontières internationales « naturelles ». Israël ne revendiqua pas de modifications majeures de ces lignes à la Conférence de Lausanne de 1949 et les proposa (sauf sur le tracé de la bande de Gaza) comme base des frontières permanentes politiques.
Le pape Pie XII écrivit  le 15 avril 1949 l’encyclique Redemptoris Nostri Cruciatus pour demander la protection des lieux saints chrétiens, à Jérusalem et ailleurs.
Après les conquêtes israéliennes de territoires faites à la suite de la guerre des Six Jours en juin 1967, certains dirigeants israéliens ont déclaré que les lignes d'armistice de 1949 ne pouvaient être considérées comme des frontières permanentes :
- Le Premier ministre Golda Meir considéra que les frontières d'avant 1967 étaient si dangereuses que les accepter relèverait de la « trahison » de la part d'un dirigeant israélien (déclaration faite à un journaliste du New York Times, le 23 décembre 1969).
- le Premier ministre Menahem Begin en 1977 décrivit comme un « suicide national pour Israël » de revenir aux lignes d'avant 1967.

## Violations des accords
Une commission est prévue dans chacun des accords pour faire remonter et traiter les plaintes de chacune des parties auprès des Nations unies. De nombreuses condamnations ont ainsi été formulées pour violation des accords.  
Ainsi, l'Égypte a conservé des forces dans la zone démilitarisée d'Uja al-Hafeer.  
Israël a, lui, renforcé sa présence militaire à Jerusalem-Est, sur le Mont Scopus, qui devait rester démilitarisé, en y mettant des militaires déguisés en policiers.  Israël conduisit également des raids dans les territoires occupés en Cisjordanie, en réponse à des incursions armées de combattants soit transjordaniens soit palestiniens armés en Israël.  
Quant aux Syriens, ils pratiquèrent des bombardements d'artillerie contre les zones habitées par des Israéliens dans la zone démilitarisée exposée, près des positions des hauteurs du Golan ainsi que dans le secteur de Kyriat Shmona. 